# 12199 Sohlman
12199 Sohlman este un asteroid din centura principală de asteroizi.

## Descriere
12199 Sohlman este un asteroid din centura principală de asteroizi. A fost descoperit pe 8 octombrie 1980 la Observatorul de Astrofizică din Crimeea de Liudmila Juravliova. Asteroidul prezintă o orbită caracterizată de o semiaxă mare de 2,42 ua, o excentricitate de 0,11 și o înclinație de 6,5° în raport cu ecliptica.